# Wicanders korkfabrik

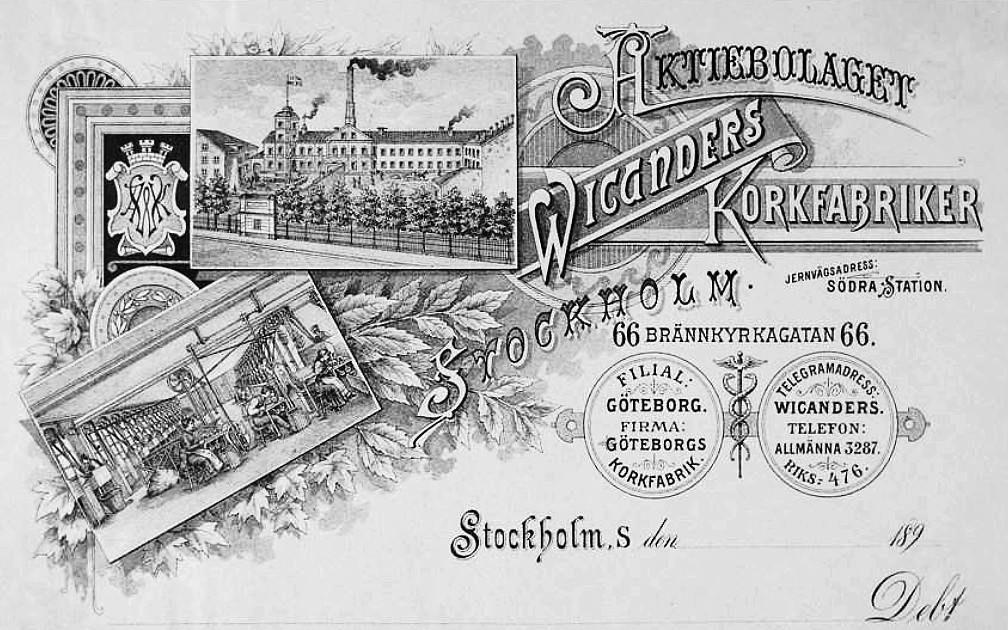
Wicanders Korkfabriker, Stockholm, fakturahuvudet, 1890-tal.

Wicanders Korkfabrik grundades av lanthandlaren och lantbrukaren August Wicander som flyttade till Stockholm 1868. 

## Historik
Wicander bytte sin gård mot en fastighet på Brännkyrkagatan 66 på Söder i Stockholm. Den förre ägaren som var sjuklig hade inte hunnit städa bort sitt korkskäreri, där man för hand skar korkar till öl- och vinflaskor. Så börjar företagshistorien med 125 personer anställda, däribland många frigivna fångar. Wicander startade maskinell skärning av korkarna, och etablerade fabriker även i Finland, Ryssland och Tyskland. Korkbarken fraktades i egna fraktångare från Medelhavsområdet till Norden. Sedan började man också tillverka korkmattor av spillet från korktillverkningen. Så uppkom Wicanders inrednings- och golvprodukter. Som korkförslutning har korken ersatts av andra material; Wicanders utvecklade moderna förslutningssystem för öl, läskedrycker, mejeriprodukter, vin och sprit samt läkemedel, vilka marknadsfördes med begreppet "safe and easy".

## Utökningar

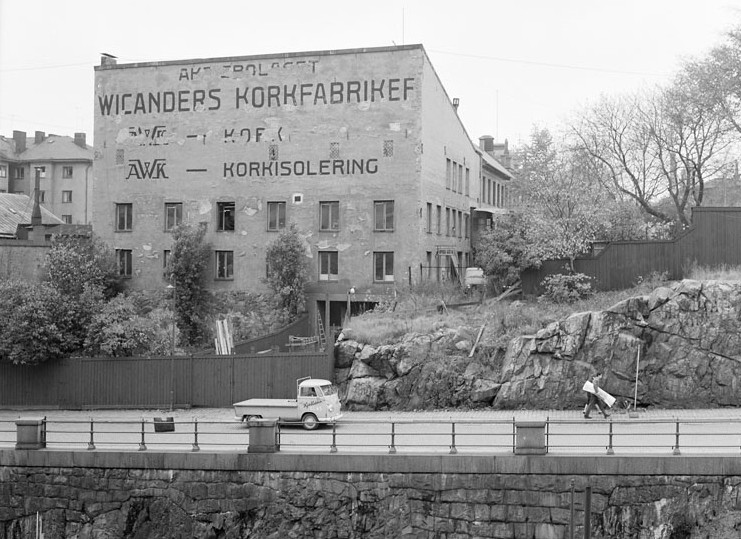
Gaveln till Wicanders Korkfabrik vid Brännkyrkagatan 68, 1961 (numera riven).

År 1880 etablerade sig Wicanders på Västkusten, då man övertog Göteborgs Korkfabrik vid Gårdavägen i Göteborg. 1930 startades verksamhet i Linköping, och år 1946 etablerade sig Wicanders i Älvängen. Då köpte Wicanders en fabriksfastighet av Christian Berner AB, en liten korkfabrik, vilken byggdes till och fick ge plats för Göteborgs Korkfabrik, som då flyttade från Göteborg till Älvängen. År 1955 sysselsatte korkfabriken i Älvängen 100 arbetare. År 1956 flyttade Wicanders från Brännkyrkagatan 66 till en nybyggnation i Västberga, en söderförort till Stockholm. Byggnaden ritades av Gustaf Kaunitz. Den 2 augusti 1971 flyttade man emellertid kontor och all tillverkning från Stockholm till Älvängen. 
I januari 1987 delades bolaget i Wicanders Kapsyl AB och Wicanders AB, av vilken den sistnämnda hade 550 anställda (varav 200 i Älvängen) och huvudsakligen var inriktad på golv- och interiörprodukter. Wicanders köptes 1989 upp av portugisiska Ipocork S.A. (nuvarande Corticeira Amorim). På grund av konkurrens nedlade Wicanders Kapsyl AB verksamheten 1989-90 och Wicanders AB flyttade av samma skäl tillverkningen utomlands och kvarlämnade endast Wicanders Svenska Försäljnings AB med 10 anställda. 
August Wicander byggde sig en villa på Djurgårdsslätten, Villa Lusthusporten som 1940 donerades till stiftelsen Nordiska museet. Släkten Wicanders är känd för Harpsund, i Södermanlands län. Den 27 december 1952 testamenterade Carl August Wicander, sonson till grundaren, sitt säteri till svenska staten. Enligt testamentet skall Harpsund användas "som hedersbostad för Sveriges vid varje tid fungerande statsminister".

## Styrelseordförande
- 1919-22: Gustaf Wicander
- 1922- : Carl August Wicander

## Verkställande direktörer
- 1922-27: Carl August Wicander
- 1927-38: Carl Wicander
- 1927- : C.G. Wicander